# 黄端微伪瓢虫
黄端微伪瓢虫（学名：Bystodes flavoapicalis）是鞘翅目窄须伪瓢虫科微偽瓢蟲屬的一种体长约1.5到1.6毫米的微小瓢虫。分布于中国广东和日本地区。

## 形态
黄端微伪瓢虫外形短椭圆形，背部明显凸起。它们的体色主要为红褐色至黑褐色，而足、触角、下颚须及下唇须则呈橙黄色至黄棕色。背面有一处浅黄褐色椭圆形斑点，而体表覆盖有密集且直立的淡黄色短柔毛，使其看起来稍显绒毛状。
头部窄于前胸，背面较光滑，在复眼内侧有一对黄色斑点。复眼较大且稍向两侧凸出，触角着生于复眼前缘内侧，共有10节。前胸背板横宽，侧缘弧形，后缘凸出，前胸背腹缝愈合。鞘翅明显拱起，约1/3处最宽，鞘翅缝折处有一对瘤突。
雄性的外生殖器较为简单，侧叶退化，阳基分为背腹两部分，基部成鞘状，端部细长，阳茎细长且稍弯曲。